# Marrissa Berman
Marrissa Berman – amerykańska narciarka, uprawiająca narciarstwo dowolne. Nigdy nie startowała na igrzyskach olimpijskich ani na mistrzostwach świata. Najlepsze wyniki w Pucharze Świata osiągnęła w sezonie 1998/1999, kiedy to zajęła 40. miejsce w klasyfikacji generalnej.

## Sukcesy

### Puchar Świata

#### Miejsca w klasyfikacji generalnej
- 1998/1999 – 40.
- 1999/2000 – 42.

#### Miejsca na podium
1. Deer Valley – 9 stycznia 2000 (Skoki akrobatyczne) – 3. miejsce